# Serafin Eberhart
Serafin Eberhart (* 6. Dezember 1844 in Fendels; † 25. Jänner 1921 in Absam) war ein österreichischer Bildhauer.

## Leben
Serafin Eberhart studierte von 1861 bis 1865 in der Maler- und Bildhauerschule der Akademie der bildenden Künste Wien und wurde anschließend von Josef Gasser in Wien weiter ausgebildet. 1876 erhielt er ein Stipendium der Tiroler Landstände, mit dessen Hilfe er Studien in Rom und Florenz betreiben konnte. Er lebte und arbeitete danach in Thaur.
Eberhart schuf fast ausschließlich religiöse Skulpturen wie Grabmonumente und Altarfiguren in Stein und Holz. Sein strenger Stil erinnert an seinen Lehrer Gasser.

## Werke

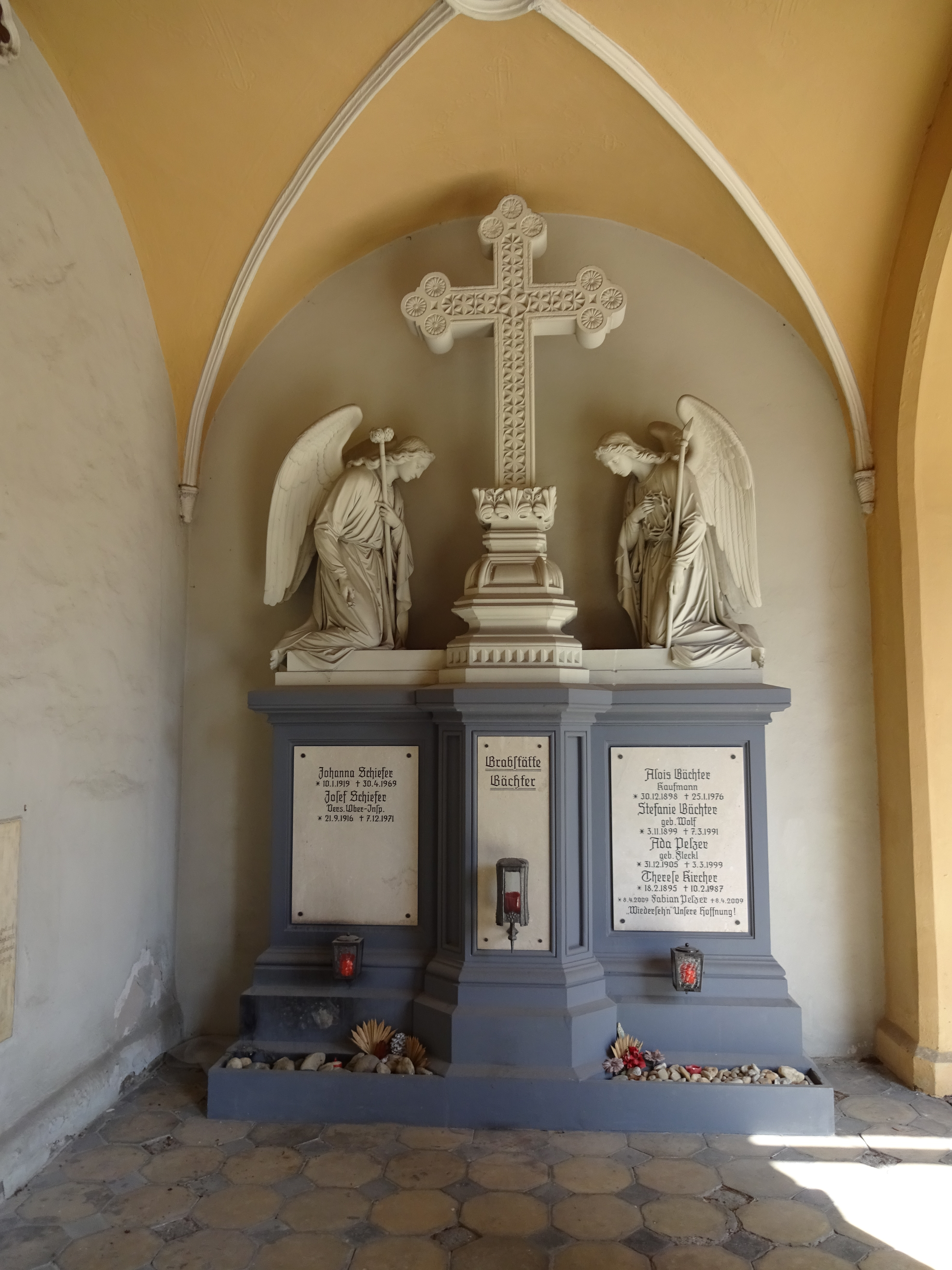
Grabmal Bandeson, Westfriedhof Innsbruck

- Zwei Engel beiderseits eines Kreuzes, Grabstätte Gächter (vorm. Bandeson), Westfriedhof Innsbruck, 1878[1]
- Marmorrelief Mariä Himmelfahrt, Grabstätte Köllensperger, Westfriedhof Innsbruck, 1883[1]
- Mater dolorosa, Rauch’sche Grabstätte, Westfriedhof Innsbruck, 1883[1]
- Schnitzfiguren am Hochaltar, Ursulinenkirche Bruneck, 1880
- Grabdenkmal für Fürstbischof Vinzenz Gasser, Dom zu Brixen, 1884
- Schnitzfiguren, Dominikanerinnenkirche Altenstadt, 1885
- Schnitzfigur Unbefleckte Empfängnis, Pfarrkirche Hötting, 1887
- Hochaltar und Madonna am rechten Seitenaltar, Pfarrkirche Natters, 1887[2]
- Schnitzfiguren am Hochaltar, Dreifaltigkeitskirche Kollmann, 1890
- Statuen am Hochaltar, Pfarrkirche St. Nikolaus, Innsbruck, 1891[3]
- Relief hl. Elisabeth, Grabstätte Ficker, Friedhof Wilten, 1896
- Sandsteinfiguren Maria mit Kind und hl. Josef, Klosterkirche Riedenburg, 1898/1904